# Leopoldkanaal
Het Leopoldkanaal (ook Leopoldsvaart) is een kunstmatige waterweg in het
noorden van de provincies Oost- en West-Vlaanderen, net tegen de Nederlandse grens en is 46 km lang.

## Geschiedenis
Historisch waterden de polders ten noorden van Assenede af naar de Westerschelde. Bij het
uitroepen van de Belgische onafhankelijkheid en de afscheiding van Nederland, sloten de Nederlanders echter deze afwateringsbeken af. Hierdoor stonden de polders aan de Belgische kant vochtig, met zelfs malaria (indertijd polderkoorts genoemd) tot gevolg. Een oplossing werd voorgesteld in de vorm van een kanaal dat van Heist tot Zelzate zou lopen en dus tegelijkertijd een extra verbinding zou vormen tussen de Noordzee en het kanaal Gent-Terneuzen (dat de Nederlanders ook hadden afgesloten). Hoewel vernoemd naar Leopold I van België was het kanunnik Jozef Andries, volksvertegenwoordiger in het Nationaal Congres en pastoor van Middelburg, die grote voorvechter en initiatiefnemer van het kanaal was.
Het graven van het kanaal liep van 1843 tot 1854 maar zou nooit volledig het oorspronkelijke
plan volgen. De met de hand gegraven Leopoldvaart mondt niet uit in het kanaal Gent-Terneuzen maar stopte plotseling ergens op het grondgebied van Boekhoute. Ten gevolge van een nieuw akkoord tussen België en Nederland werd het in 1920 via het nieuw gegraven Isabellakanaal met de Braakman en zo met de Schelde verbonden, tot de Braakman in 1952 afgedamd en grotendeels ingepolderd werd. De afwateringsfunctie bleef behouden.
Naast de afwateringsfunctie wilde men er destijds ook onmiddellijk een militaire functie aan geven in het geval het met Nederland nog eens tot een oorlog zou komen, vandaar dat het kanaal ongeveer de grens België-Nederland volgt. Het is echter nooit zover gekomen.
Toch werd, tijdens de Eerste Wereldoorlog, door de Duitse bezetter een militaire rol aan het kanaal gegeven. Het speelde namelijk een rol in de Hollandstelling, die echter nimmer enig militair nut heeft gekend. De laatste keer dat het kanaal een militaire functie heeft vervuld was op het einde van  WO II. Tijdens de oktobermaand van 1944 vochten verscheidene Canadese en Britse divisies in Operatie Switchback rond het kanaal zware gevechten uit met de Duitse bezetter, die per se de Scheldemonding in handen wilde houden.

## Loop
Het kanaal loopt over het grondgebied van de gemeenten Assenede, Sint-Laureins, Maldegem, Damme en Brugge over een lengte van 46 km. De laatste 20 km hiervan, vanaf Strobrugge, loopt het Leopoldkanaal evenwijdig met het Schipdonkkanaal, waarvan het enkel gescheiden wordt door een dijk. In de volksmond wordt het Leopoldkanaal ook "Blinker" genoemd, als tegenpool van het Schipdonkkanaal, de "Stinker". Die dankt zijn naam aan eeuwenlange en nu nog beperkte vlasteelt stroomopwaarts op de Leie, dat de stank van rottend vlas veroorzaakte. De monding in zee ligt in Zeebrugge.
Tegenwoordig bevindt er zich een stuw te Sint-Laureins. Deze stuw voorkomt dat water vanuit het westelijk gedeelte naar het oostelijk gedeelte stroomt. In normale omstandigheden loost het volledige Leopoldkanaal af naar het westelijke pad en naar de Noordzee. Bij veel neerslag en hoge peilen wordt ook het pompgemaal te Boekhoute ingezet voor de afvoer waarbij het water verpompt wordt via de Braakman naar de Westerschelde.

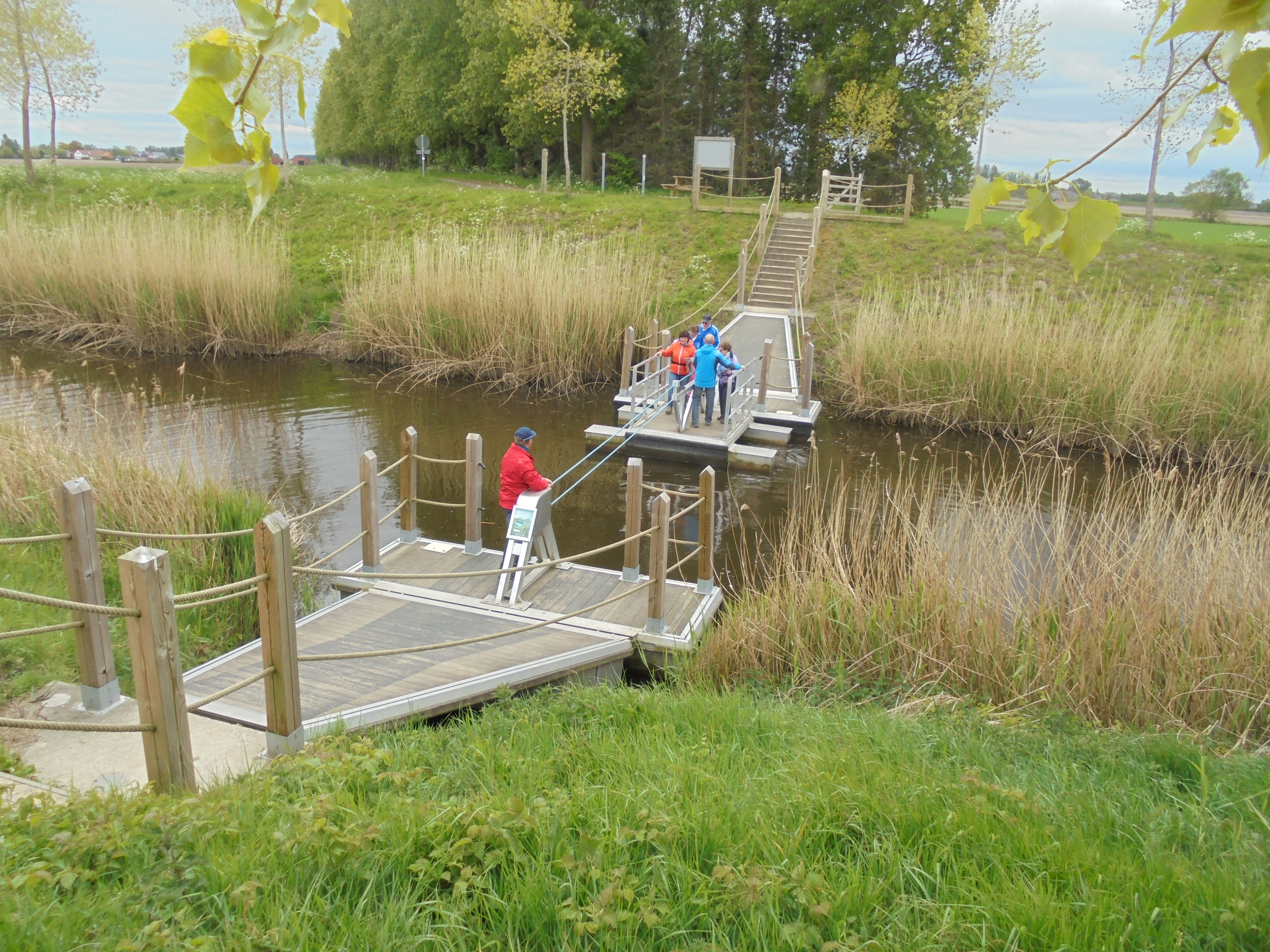

## Recreatie
Het Leopoldkanaal is tegenwoordig (2017) aantrekkelijk gemaakt voor wandelaars. Hier en daar is een voetveer aangelegd dat door wandelaars over het kanaal wordt getrokken via een touwconstructie met katrollen.